# カタール・スターズリーグ
カタール・スターズリーグ（アラビア語: دوري نجوم قطر, 英語: Qatar Stars League, 略称: QSL）は、カタールにおけるプロサッカーの最上位リーグである。スポンサーシップにより、オレドー・スターズリーグ（Ooredoo Stars League）とも呼ばれる。
1963年に創設され、2008年にプロ化した。シーズン終了後、下位チームはセカンドディビジョンに降格する。

## 概要
2012-13シーズンまでは、1部リーグ12チームと2部リーグ6チームで構成され、1部リーグの最下位チームは2部リーグに降格し、2部リーグの優勝チームが1部リーグに昇格、1部リーグの11位チームは2部リーグの2位チームと入れ替え戦を戦った。2部リーグに降格制度はない。
2013年5月7日に、2013-14シーズンからリーグのチーム数が12から14へ拡大されることが発表された。その後、2017-18年シーズンより再度12チームへ縮小されている。なお、入場料はプロ化以前は無料だったが、現在は20カタール・リヤル、VIP席は100カタール・リヤルとなっており、全ての試合で統一されている。
さらに2009年からは、ノックアウト方式の大会であるカタール・スターズカップが開始されており、スポンサーシップの関係からオレドー・カップと呼ばれる。

## 所属クラブ
2022-23シーズン
| クラブ名             | ホームタウン     | ホームスタジアム                             | 収容人数 |
| -------------------- | ---------------- | -------------------------------------------- | -------- |
| アル・ガラファ       | ドーハ           | サーニー・ビン・ジャーシム・スタジアム       | 22,000   |
| アル・サッド         | ドーハ           | ジャシム・ビン・ハマド・スタジアム           | 15,000   |
| ウム・サラルSC       | ウンム・サラール | グランド・ハマド・スタジアム                 | 15,000   |
| カタールSC           | ドーハ           | スハイム・ビン・ハマド・スタジアム           | 12,000   |
| アル・ラーヤンSC     | ライヤーン       | アフメド・ビン＝アリー・スタジアム           | 22,000   |
| アル・アラビ         | ドーハ           | グランド・ハマド・スタジアム                 | 13,000   |
| アル・マルヒーヤSC   | ドーハ           | アル・マルヒーヤ・スタジアム                 | 500      |
| アル・シャマールSC   | アッ＝シャマール | アル・バイト・スタジアム                     | 60,000   |
| アル・ワクラSC       | アル＝ワクラ     | アル・ジャヌーブ・スタジアム                 | 20,000   |
| アル・ドゥハイルSC   | ドーハ           | アブドゥッラー・ビン・ハリーファ・スタジアム | 15,000   |
| アル・スィーリーヤSC | ドーハ           | アフメド・ビン＝アリー・スタジアム           | 22,000   |
| アル・アハリSC       | ドーハ           | アル・アハリ・スタジアム（アル・アリ競技場） | 13,000   |

## 歴代優勝クラブ・得点王
| シーズン  | 優勝クラブ             | 回数 | 国籍                 | 得点王                               | 所属クラブ             | 得点 |
| --------- | ---------------------- | ---- | -------------------- | ------------------------------------ | ---------------------- | ---- |
| 1963-64   | アル・マアーリフ       | 1回  |                      |                                      |                        |      |
| 1964-65   | アル・マアーリフ       | 2回  |                      |                                      |                        |      |
| 1965-66   | アル・マアーリフ       | 3回  |                      |                                      |                        |      |
| 1966-67   | アル・オルーバ         | 1回  |                      |                                      |                        |      |
| 1967-68   | アル・オルーバ         | 2回  |                      |                                      |                        |      |
| 1968-69   | アル・オルーバ         | 3回  |                      |                                      |                        |      |
| 1969-70   | アル・オルーバ         | 4回  |                      |                                      |                        |      |
| 1970-71   | アル・オルーバ         | 5回  |                      |                                      |                        |      |
| 1971-72   | アル・サッド           | 1回  |                      |                                      |                        |      |
| 1972-73   | アル・イスティクラール | 6回  | カタールの旗         | アウォド・ハッサン                   | アル・イスティクラール | 10   |
| 1973-74   | アル・サッド           | 2回  |                      |                                      |                        |      |
| 1975-76   | アル・ライヤーン       | 1回  | カタールの旗         | ジャマル・ハティブ                   | アル・イスティクラール | 8    |
| 1976-77   | アル・イスティクラール | 7回  |                      |                                      |                        |      |
| 1977-78   | アル・ライヤーン       | 2回  |                      |                                      |                        |      |
| 1978-79   | アル・サッド           | 3回  | カタールの旗         | ハッサン・マタール                   | アル・サッド           | 11   |
| 1979-80   | アル・サッド           | 4回  |                      |                                      |                        |      |
| 1980-81   | アル・サッド           | 5回  | カタールの旗         | ハッサン・マタール                   | アル・サッド           | 9    |
| 1981-82   | アル・サッド           | 6回  | カタールの旗         | マンスール・ムフターフ               | アル・ライヤーン       | 19   |
| 1982-83   | アル・ライヤーン       | 3回  | カタールの旗         | マンスール・ムフターフ               | アル・ライヤーン       | 10   |
| 1983-84   | アル・アラビ           | 1回  | カタールの旗         | マンスール・ムフターフ               | アル・ライヤーン       | 7    |
| 1984-85   | アル・ライヤーン       | 4回  | カタールの旗         | アフマド・ヤアクーブ                 | アル・アラビ           | 7    |
| 1985-86   | アル・アラビ           | 2回  | カタールの旗         | マンスール・ムフターフ               | アル・ライヤーン       | 22   |
| 1986-87   | アル・ライヤーン       | 5回  | カタールの旗         | ハッサン・サベラ                     | アル・アハリ           | 9    |
| 1987-88   | アル・サッド           | 7回  | カタールの旗         | ハッサン・ジョハール                 | アル・サッド           | 11   |
| 1988-89   | アル・サッド           | 8回  | イランの旗           | ファーシャッド・ピース               | アル・アハリ           | 9    |
| 1989-90   | アル・サッド           | 9回  | ブラジルの旗         | マルコ・アントニオ                   | アル・アラビ           | 10   |
| 1990-91   | アル・ライヤーン       | 6回  | カタールの旗         | マフムード・スーフィ                 | アル・イテハド         | 10   |
| 1991-92   | アル・アラビ           | 3回  | カタールの旗         | ムバーラク・ムスタファー             | アル・アラビ           | 8    |
| 1992-93   | アル・イッティハード   | 1回  | カタールの旗         | ムバーラク・ムスタファー             | アル・アラビ           | 9    |
| 1993-94   | アル・アラビ           | 4回  | イラクの旗           | アーメド・ラディ                     | アル・ワクラ           | 32   |
| 1994-95   | アル・アラビ           | 5回  | カタールの旗         | ムハンマド・サーリム・アル＝エナジ   | アル・ライヤーン       | 9    |
| 1995-96   | アル・ライヤーン       | 7回  | ナイジェリアの旗     | リッキー・オウボキリ                 | アル・アラビ           | 16   |
| 1996-97   | アル・アラビ           | 6回  | カタールの旗         | ムバーラク・ムスタファー             | アル・アラビ           | 11   |
| 1997-98   | アル・アラビ           | 7回  | モロッコの旗         | フセイン・アムータ                   | アル・サッド           | 10   |
| 1998-99   | アル・イッティハード   | 2回  | アンゴラの旗         | ファブリス・アクワ                   | アル・ワクラ           | 11   |
| 1999-2000 | アル・ワクラ           | 1回  | カタールの旗         | ムハンマド・サーリム・アル＝エネジー | アル・ライヤーン       | 14   |
| 2000-01   | アル・サッド           | 10回 | セネガルの旗         | マモーン・ジョップ                   | アル・ワクラ           | 14   |
| 2001-02   | アル・ワクラ           | 2回  | アルジェリアの旗     | ラシード・アムラーン                 | アル・イテハド         | 16   |
| 2002-03   | アル・イッティハード   | 3回  | モロッコの旗         | ラシード・ルーキー                   | アル・ホール           | 15   |
| 2003-04   | カタールSC             | 8回  | アルゼンチンの旗     | ガブリエル・バティストゥータ         | アル・アラビ           | 25   |
| 2004-05   | アル・ガラファ         | 4回  | ブラジルの旗         | ソニー・アンデルソン                 | アル・ライヤーン       | 24   |
| 2005-06   | アル・サッド           | 11回 | エクアドルの旗       | カルロス・テノリオ                   | アル・サッド           | 21   |
| 2006-07   | アル・サッド           | 12回 | イラクの旗           | ユニス・マフムード                   | アル・ガラファ         | 19   |
| 2007-08   | アル・ガラファ         | 5回  | ブラジルの旗         | アラウージョ                         | アル・ガラファ         | 27   |
| 2008-09   | アル・ガラファ         | 6回  | ブラジルの旗         | マグノ・アウベス                     | ウム・サラル           | 25   |
| 2009-10   | アル・ガラファ         | 7回  | イラクの旗           | ユニス・マフムード                   | アル・ガラファ         | 21   |
| 2009-10   | アル・ガラファ         | 7回  | ブラジルの旗         | カボレ                               | アル・アラビ           | 21   |
| 2010-11   | レフウィヤSC           | 1回  | イラクの旗           | ユニス・マフムード                   | アル・ガラファ         | 15   |
| 2011-12   | レフウィヤSC           | 2回  | ブラジルの旗         | アドリアーノ                         | アル・ジャイシュ       | 18   |
| 2012-13   | アル・サッド           | 13回 | カタールの旗         | セバスティアン・キンタナ             | レフウィヤSC           | 19   |
| 2013-14   | レフウィヤSC           | 3回  | コンゴ民主共和国の旗 | ディオコ・カルイトゥカ               | アル・アハリ           | 21   |
| 2014-15   | レフウィヤSC           | 4回  | コンゴ民主共和国の旗 | ディオコ・カルイトゥカ               | アル・アハリ           | 25   |
| 2015-16   | アル・ラーヤン         | 8回  | モロッコの旗         | アブデルラザク・ハムダラー           | アル・ジャイシュ       | 21   |
| 2015-16   | アル・ラーヤン         | 8回  | カタールの旗         | ロドリゴ・タバタ                     | アル・ラーヤン         | 21   |
| 2016-17   | レフウィヤSC           | 5回  | アルジェリアの旗     | バグダード・ブーンジャー             | アル・サッド           | 24   |
| 2016-17   | レフウィヤSC           | 5回  | モロッコの旗         | ユセフ・エル＝アラビ                 | レフウィヤSC           | 24   |
| 2017-18   | アル・ドゥハイル       | 6回  | モロッコの旗         | ユセフ・エル＝アラビ                 | アル・ドゥハイル       | 26   |
| 2018-19   | アル・サッド           | 14回 | アルジェリアの旗     | バグダード・ブーンジャー             | アル・サッド           | 39   |
| 2019-20   | アル・ドゥハイル       | 7回  | アルジェリアの旗     | ヤシン・ブラヒミ                     | アル・ラーヤン         | 15   |
| 2019-20   | アル・ドゥハイル       | 7回  | カタールの旗         | アクラム・アフィーフ                 | アル・サッド           | 15   |
| 2020-21   | アル・サッド           | 15回 | アルジェリアの旗     | バグダード・ブーンジャー             | アル・サッド           | 21   |
| 2021-22   | アル・サッド           | 16回 | ケニアの旗           | マイケル・オルンガ                   | アル・ドゥハイル       | 24   |
| 2022-23   | アル・ドゥハイル       | 8回  | ケニアの旗           | マイケル・オルンガ                   | アル・ドゥハイル       | 22   |
| 2023-24   | アル・サッド           | 17回 | カタールの旗         | アクラム・アフィーフ                 | アル・サッド           | 26   |

## クラブ別優勝回数
| クラブ名         | 回数 | 優勝年 |
| ---------------- | ---- | --- |
| アル・サッド     | 17回 | 1971–72, 1973–74, 1978–79, 1979–80, 1980–81, 1986–87, 1987–88, 1988–89, 1999–00, 2003–04, 2005–06, 2006–07, 2012–13, 2018–19, 2020–21, 2021–22, 2023-24 |
| カタールSC       | 08回 | 1966-67, 1967-68, 1968-69, 1969-70, 1970-71, 1972-73, 1976-77, 2002-03                                                                                  |
| アル・ドゥハイル | 08回 | 2010–11, 2011–12, 2013–14, 2014–15, 2016–17, 2017–18, 2019–20, 2022–23                                                                                  |
| アル・ラーヤン   | 08回 | 1975–76, 1977–78, 1981–82, 1983–84, 1985–86, 1989–90, 1994–95, 2015–16                                                                                  |
| アル・ガラファ   | 07回 | 1991–92, 1997–98, 2001–02, 2004–05, 2007–08, 2008–09, 2009–10                                                                                           |
| アル・アラビ     | 07回 | 1982-83, 1984-85, 1990-91, 1992-93, 1993-94, 1995-96, 1996-97                                                                                           |
| アル・マアーリフ | 03回 | 1963-64, 1964-65, 1965-66 |
| アル・ワクラ     | 02回 | 1998-99, 2000-01 |

## 国際大会

### 出場の条件
AFCチャンピオンズリーグ（ACL）において、カタールでは2004年から2008年まで2枠の出場枠が与えられていたが、ACL改革により2009年以降の出場枠は0.25枠となった。そのため、本大会に出場するためにはまず国内リーグで優勝し、その後4チームで争う西アジア地区のプレーオフで1位になる必要があった。しかし、AFCの基準を満たすことに成功したため2009年ACLにもプレーオフなしで2チーム参加できる事になった。
その後、2012年から2014年までは4チーム参加、2015年と2016年は本大会グループリーグ直接参加が1チーム・プレーオフに2チーム、2017年および2019年と2020年はグループリーグに2チーム・プレーオフに2チーム、2018年はグループリーグに3チーム・プレーオフに1チームと推移している。出場チームが増加した2021年以降は、グループリーグに3チーム（カップ戦優勝チームとリーグ戦1位・2位）、プレーオフに1チーム（主にリーグ3位）となっている。

### 優勝クラブ
- アジアクラブ選手権 / AFCチャンピオンズリーグ優勝（2回）
  - アル・サッド（1988-89, 2011）